# Камбоджийский Красный Крест
Камбоджи́йский Кра́сный Крест (кхмер. កាកបាទក្រហមកម្ពុជា, Kakkrobat Krahom) — крупнейшая благотворительная организация в Камбодже, участница международной федерации обществ Красного Креста и Красного Полумесяца (1960). Основана 18 февраля 1955 года.

## История
Первое национальное общество Красного Креста в Камбодже было образовано 18 февраля 1955 года. 7 октября 1960 года общество получило признание Международного комитета Красного Креста и на следующий день принята в члены Международной федерации обществ Красного Креста и Красного Полумесяца (МФОКК и КП). В годы правления Красных Кхмеров с 1975 по 1979 год деятельность Красного Креста в Камбодже была приостановлена. В период с 1979 по 1994 год Красный Крест в Камбодже не имел единой национальной организации, каждая фракция камбоджийского конфликта стремилась создать собственное отделение Красного Креста. Лишь после урегулирования конфликта в 1994 году организация воссоединилась и восстановило свое членство в Международной федерации.